# Biblioteca Popular de los Jardines del arquitecto Herrero Palacios
La Biblioteca Popular de los Jardines del arquitecto Herrero Palacios es una pequeña biblioteca pública de uso comunitario construida en una estantería de ladrillo y ubicada dentro de los Jardines de Herrero Palacios en el parque del Retiro de Madrid. Esta biblioteca está integrada dentro del Paisaje de la Luz, un paisaje cultural declarado Patrimonio de la Humanidad el 25 de julio de 2021.

## Descripción
La Biblioteca Popular de los Jardines del arquitecto Herrero Palacios es una pequeña biblioteca pública, de uso comunitario, libre y autogestionada, construida en una estantería de ladrillo de estilo modernista. Se ubica frente a la Biblioteca Pública Municipal Eugenio Trías, la antigua Casa de Fieras del Retiro.
El templete tiene un cuerpo central y dos pilares laterales adelantados. El interior tiene dos estantes y la base de la parte inferior de la estantería para depositar los libros, con azulejos blancos en el fondo y recubierto internamente por azulejos en color azul marino. La parte superior se cierra con un arco rebajado. 

Sobre el arco hay una placa de azulejos con el rótulo:
BIBLIOTECA POPULAR

AYUNTAMIENTO DE MADRID

## Historia
En la segunda década del siglo XX, se construyeron en El Retiro algunos puntos de lectura, pequeñas bibliotecas en estanterías de ladrillo, la mayoría de estilo modernista, donde los paseantes del parque podían acceder libremente a los libros. Hubo un tiempo en el que se cerraba con una puerta de chapa e incluso tenían bibliotecario. Fue Ángel Ossorio y Gallardo, concejal del Ayuntamiento de Madrid y discípulo de Antonio Maura, quien inició la construcción de estas bibliotecas populares como las que ya existían en Sevilla y otras ciudades europeas.
El bibliotecario municipal Víctor Espinós Moltó fue el encargado de la creación del Servicio de Bibliotecas Circulantes y de los Parques de Madrid. Las primeras fueron las del Parque del Oeste y las del Retiro, llegando a haber hasta seis construcciones de ladrillo de estas características en toda la ciudad antes de la Guerra civil. En 2022, solo quedan dos y ambas están en El Retiro: una en los Jardines de Herrero Palacios y la otra es la Biblioteca Popular de la Glorieta de Benito Pérez Galdós (cerca de la fuente del Ángel Caído).
Ambas bibliotecas se rehabilitaron en 1994 por la Feria del Libro de Madrid tal y como se describe en el rótulo del frontal inferior en azulejo.